# Ljungsäckspinnare
Ljungsäckspinnare (Acanthopsyche atra) är en fjärilsart som beskrevs av Carl von Linné 1767. Ljungsäckspinnare ingår i släktet Acanthopsyche och familjen säckspinnare. Arten är reproducerande i Sverige. Inga underarter finns listade i Catalogue of Life.

## Bildgalleri

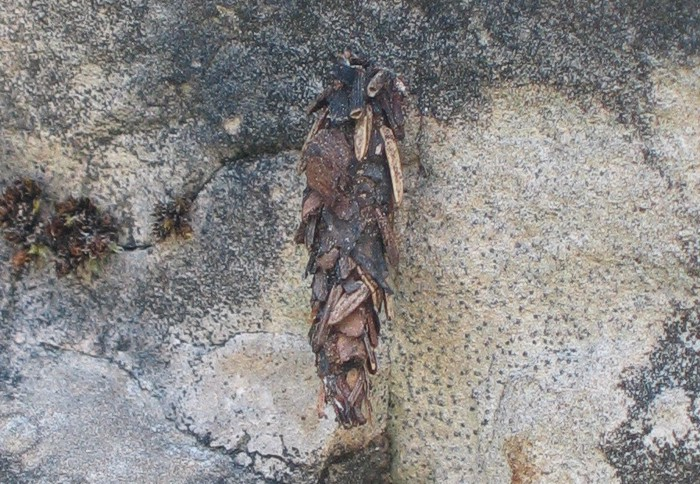
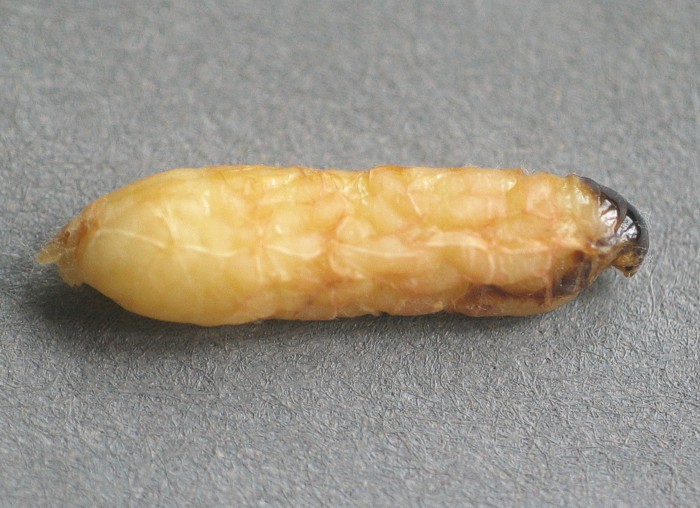